# 绿林军
绿林军，指新朝末年主要的一支反对王莽政权的军队，由因旱災和蝗災造成的饑民所組成，主力起兵於荊州的綠林山（位於今湖北省京山市）而得名，稱為绿林起义。绿林军的活动几遍大半个中国，影响十分巨大，故后世也将绿林一词作为黑社会和盜匪的代名词。

## 由來
新朝天凤四年（17年），新市（今湖北省京山市东北）一带发生大饥荒，当地饥民在王匡、王凤率领下起义，以绿林山为基地，人数有数千人。

### 兵系
地皇二年（21年），绿林军击败前来征讨的两万王莽军，部众增至数万人。次年（22年），绿林山一带发生瘟疫，绿林军被迫分兵转移：
- 一路由王常、成丹率领，向西发展，入南郡，称“下江兵”；
- 主力则由王匡、王凤、马武率领，北上攻打宛，称“新市兵”；
- 途中进攻随县时，平林人陈牧、廖湛率众加入，劉玄亦在其中，发展成为独立的一支“平林兵”；
- 宛地豪强刘縯、刘秀等人也起兵响应，称“舂陵兵”。

### 立更始
地皇四年（23年），各支绿林军会师，共同推举汉宗室刘玄为帝，年号更始，决定争夺天下，以王匡、王凤为上公，刘縯为大司徒，刘秀为太常偏将军。同年，刘縯攻克宛。接着，绿林军在刘秀的率领下，在昆阳之战中击溃王莽的主力大军。十月初一，绿林军攻克京師长安，杀王莽，不久更始帝定都長安。
此后，绿林军与另一支起义军赤眉軍发生冲突，内部亦产生分裂。更始三年（25年），王匡率部与樊崇率领的赤眉军联合，攻占长安，立刘盆子为天子。当年六月，刘秀在河北称帝，改元建武，是為东汉，绿林军残部并入其部队，成为东汉官家部队的一部分。

## 官修史
唐劉知幾稱，東漢官修史《東觀漢記》以「平林、下江」歸入〈載記〉。